# Línea UAM1 (Montevideo)
La línea UAM1 fue una línea especial de Montevideo, la cual unía en modalidad de circuito el Estadio Centenario, en el Parque Batlle con la Unidad Agroalimentaria Metropolitana en el barrio de Los Bulevares. 

## Creación
Fue creada en setiembre de 2021, tras la  la apertura de la nueva Unidad Agroalimentaria Metropolitana. Operaba únicamente los días sábados con motivo de la apertura al público del Mercado polivalente al público. El servicio era operado por las cuatro compañías de transporte que operan en Montevideo y en coches eléctricos.

## Recorridos
| - Estadio Centenario - Avenida Dr. Américo Ricaldoni - Asilo - Avenida Doctor Luis Alberto de Herrera - Av. Dámaso Antonio Larrañaga - José Serrato - Avenida José Pedro Varela - Bulevar General Artigas - Avenida Millán - Accesos a Ruta 5 - Ruta 5 - Camino Luis Eduardo Pérez - Unidad Agrolimentaria | - Unidad Agrolimentaria. - Camino Luis Eduardo Pérez - Ruta 5 - Acceso a Avenida Millán - Avenida Millán - Aparey - Zapicán - Bulevar General Artigas - Avenida José Pedro Varela - Av. Dámaso Antonio Larrañaga - Joanicó - Avenida Doctor Luis Alberto de Herrera - Avenida Centenario - Estadio Centenario |

## Barrios
La línea UAM1 recorría los barrios: Parque Batlle, La Blanqueada, Mercado Modelo, Jacinto Vera, Reducto, Brazo Oriental, Atahualpa, Prado, Aires Puros, Sayago, Conciliación, Nuevo París, Verdisol, Paso de la Arena, Los Bulevares.

## Frecuencia
Operaba los días sábado, con una frecuencia de treinta y cinco o cuarenta minutos. Teniendo solamente ocho salidas tanto en la ida cómo en la vuelta.